# Lista siturilor arheologice din județul Buzău - N
Lista siturilor arheologice din județul Buzău - N conține toate siturile arheologice din județul Buzău înscrise în Repertoriul Arheologic Național (RAN) și aflate în localități al căror nume începe cu litera N. RAN este administrat de Ministerul Culturii și Patrimoniului Național și cuprinde date științifice, cartografice, topografice, imagini și planuri, precum și orice alte informații privitoare la zonele cu potențial arheologic, studiate sau nu, încă existente sau dispărute.
Puteți căuta un sit din localitățile care încep cu litera N folosind formularul de mai jos sau puteți naviga prin toate siturile din județ la Lista siturilor arheologice din județul Buzău.
| Cod RAN                                  | Denumire | Localitate                    | Adresă                                                                                 | Datare                                       | Descoperit | Coordonate                                    | Imagine           | Erori            |
| ---------------------------------------- | --- | ----------------------------- | -------------------------------------------------------------------------------------- | -------------------------------------------- | ---------- | --------------------------------------------- | ----------------- | ---------------- |
| 47863.01.01                              | Situl arheologic de la Năeni - "Zănoaga" / ansamblu Cetatea 2 (Categorie: locuire civilă) (Tip: cetate)                                               | sat Năeni, comuna Năeni       | Zănoaga                                                                                | Monteoru                                     | 1982       | 45°06′56″N 26°28′08″E / 45.11555°N 26.46889°E | Încărcați imagine | Raportați eroare |
| 47863.01.01                              | Situl arheologic de la Năeni - "Zănoaga" / ansamblu Cetatea 2 / complex mormântul triplu - M1 (Categorie: locuire civilă) (Tip: mormânt de inhumație) | sat Năeni, comuna Năeni       | Zănoaga                                                                                | Monteoru - II B                              | 1982       | 45°06′56″N 26°28′08″E / 45.11555°N 26.46889°E | Încărcați imagine | Raportați eroare |
| 47863.01.02                              | Situl arheologic de la Năeni - "Zănoaga" / ansamblu anonim (Categorie: locuire civilă) (Tip: Așezare)                                                 | sat Năeni, comuna Năeni       | Zănoaga                                                                                | Sântana de Mureș - Cerneahov sec.IV          | 1982       | 45°06′56″N 26°28′08″E / 45.11555°N 26.46889°E | Încărcați imagine | Raportați eroare |
| 47532.08.01 (Cod LMI: BZ-I-m-B-02253.03) | Situl arheologic de la Nenciulești - "Porumbița" / ansamblu anonim (Categorie: locuire civilă) (Tip: Așezare)                                         | sat Nenciulești, comuna Merei | Porumbița, la marginea de N a cătunului Porumbița, spre NE de biserica cu același nume |                                              |            |                                               | Încărcați imagine | Raportați eroare |
| 47532.08.02 (Cod LMI: BZ-I-m-B-02253.02) | Situl arheologic de la Nenciulești - "Porumbița" / ansamblu anonim (Categorie: locuire civilă) (Tip: Așezare)                                         | sat Nenciulești, comuna Merei | Porumbița, la marginea de N a cătunului Porumbița, spre NE de biserica cu același nume | Sântana de Mureș - Cerneahov sec. IV         |            |                                               | Încărcați imagine | Raportați eroare |
| 47532.08.03 (Cod LMI: BZ-I-m-B-02253.01) | Situl arheologic de la Nenciulești - "Porumbița" / ansamblu anonim (Categorie: locuire civilă) (Tip: Așezare)                                         | sat Nenciulești, comuna Merei | Porumbița, la marginea de N a cătunului Porumbița, spre NE de biserica cu același nume | sec. XVI - XVIII                             |            |                                               | Încărcați imagine | Raportați eroare |
| 47532.07.01                              | Situl arheologic de la Nenciulești - "La Ciucur" / ansamblu anonim (Categorie: locuire civilă) (Tip: Așezare)                                         | sat Nenciulești, comuna Merei | La Ciucur                                                                              | Dudești                                      |            |                                               | Încărcați imagine | Raportați eroare |
| 47532.07.02                              | Situl arheologic de la Nenciulești - "La Ciucur" / ansamblu anonim (Categorie: locuire civilă) (Tip: Așezare)                                         | sat Nenciulești, comuna Merei | La Ciucur                                                                              | Gumelnița                                    |            |                                               | Încărcați imagine | Raportați eroare |
| 47532.07.03                              | Situl arheologic de la Nenciulești - "La Ciucur" / ansamblu anonim (Categorie: locuire civilă) (Tip: Așezare)                                         | sat Nenciulești, comuna Merei | La Ciucur                                                                              | Monteoru                                     |            |                                               | Încărcați imagine | Raportați eroare |
| 47532.07.04                              | Situl arheologic de la Nenciulești - "La Ciucur" / ansamblu anonim (Categorie: locuire civilă) (Tip: Așezare)                                         | sat Nenciulești, comuna Merei | La Ciucur                                                                              |                                              |            |                                               | Încărcați imagine | Raportați eroare |
| 47863.07.01                              | Necropola de epoca migrațiilor de la Năeni - "La cruce" / ansamblu anonim (Categorie: descoperire funerară) (Tip: Necropolă)                          | sat Năeni, comuna Năeni       | La cruce                                                                               | sec. IV - V                                  |            |                                               | Încărcați imagine | Raportați eroare |
| 47863.05.01                              | Situl arheologic de la Năeni - "La trei izvoare" / ansamblu anonim (Categorie: locuire civilă) (Tip: Așezare)                                         | sat Năeni, comuna Năeni       | La trei izvoare                                                                        |                                              |            |                                               | Încărcați imagine | Raportați eroare |
| 47863.05.02                              | Situl arheologic de la Năeni - "La trei izvoare" / ansamblu anonim (Categorie: locuire civilă) (Tip: Așezare)                                         | sat Năeni, comuna Năeni       | La trei izvoare                                                                        |                                              |            |                                               | Încărcați imagine | Raportați eroare |
| 47863.05.03                              | Situl arheologic de la Năeni - "La trei izvoare" / ansamblu anonim (Categorie: locuire civilă) (Tip: Așezare)                                         | sat Năeni, comuna Năeni       | La trei izvoare                                                                        |                                              |            |                                               | Încărcați imagine | Raportați eroare |
| 47863.05.04                              | Situl arheologic de la Năeni - "La trei izvoare" / ansamblu anonim (Categorie: locuire civilă) (Tip: Așezare)                                         | sat Năeni, comuna Năeni       | La trei izvoare                                                                        | sec. IV                                      |            |                                               | Încărcați imagine | Raportați eroare |
| 47863.03.01                              | Situl arheologic de la Năeni - "Bătătura Vacii" / ansamblu anonim (Categorie: locuire) (Tip: Așezare)                                                 | sat Năeni, comuna Năeni       | Bătătura Vacii                                                                         |                                              |            |                                               | Încărcați imagine | Raportați eroare |
| 47863.03.02                              | Situl arheologic de la Năeni - "Bătătura Vacii" / ansamblu anonim (Categorie: locuire) (Tip: Așezare)                                                 | sat Năeni, comuna Năeni       | Bătătura Vacii                                                                         |                                              |            |                                               | Încărcați imagine | Raportați eroare |
| 47863.03.03                              | Situl arheologic de la Năeni - "Bătătura Vacii" / ansamblu anonim (Categorie: locuire) (Tip: Așezare)                                                 | sat Năeni, comuna Năeni       | Bătătura Vacii                                                                         |                                              |            |                                               | Încărcați imagine | Raportați eroare |
| 47863.03.04                              | Situl arheologic de la Năeni - "Bătătura Vacii" / ansamblu anonim (Categorie: locuire) (Tip: Așezare)                                                 | sat Năeni, comuna Năeni       | Bătătura Vacii                                                                         |                                              |            |                                               | Încărcați imagine | Raportați eroare |
| 47863.03.05                              | Situl arheologic de la Năeni - "Bătătura Vacii" / ansamblu anonim (Categorie: locuire) (Tip: Necropolă)                                               | sat Năeni, comuna Năeni       | Bătătura Vacii                                                                         |                                              |            |                                               | Încărcați imagine | Raportați eroare |
| 47863.02.02                              | Așezarea din epoca migrațiilor de la Năeni - "Pârâul Proșca" / ansamblu anonim (Categorie: locuire civilă) (Tip: Așezare)                             | sat Năeni, comuna Năeni       |                                                                                        | sec. IV                                      |            |                                               | Încărcați imagine | Raportați eroare |
| 47863.04.01                              | Situl arheologic de la Năeni - "sub culmea Budescu" / ansamblu anonim (Categorie: locuire civilă) (Tip: Așezare)                                      | sat Năeni, comuna Năeni       |                                                                                        |                                              |            |                                               | Încărcați imagine | Raportați eroare |
| 47863.04.02                              | Situl arheologic de la Năeni - "sub culmea Budescu" / ansamblu anonim (Categorie: locuire civilă) (Tip: Așezare)                                      | sat Năeni, comuna Năeni       |                                                                                        |                                              |            |                                               | Încărcați imagine | Raportați eroare |
| 47925.02.01                              | Așezarea Monteoru de la Nehoiu - "Islaz" / ansamblu anonim (Categorie: locuire civilă) (Tip: Așezare)                                                 | oraș Nehoiu                   |                                                                                        | Monteoru                                     |            |                                               | Încărcați imagine | Raportați eroare |
| 48897.02.01                              | Așezarea Latene de la Nicolești - "Puțul cu cumpănă" / ansamblu anonim (Categorie: locuire civilă) (Tip: Așezare)                                     | sat Nicolești, comuna Puiești | Puțul cu cumpănă                                                                       | sec. III - IV                                |            |                                               | Încărcați imagine | Raportați eroare |
| 48897.01.01                              | Necropola de la Nicolești - "Movila Uncheașu Lupu" / ansamblu anonim (Categorie: descoperire funerară) (Tip: Necropolă)                               | sat Nicolești, comuna Puiești | Movila Uncheașu Lupu                                                                   |                                              |            |                                               | Încărcați imagine | Raportați eroare |
| 48897.01.02                              | Necropola de la Nicolești - "Movila Uncheașu Lupu" / ansamblu anonim (Categorie: descoperire funerară) (Tip: Necropolă)                               | sat Nicolești, comuna Puiești | Movila Uncheașu Lupu                                                                   |                                              |            |                                               | Încărcați imagine | Raportați eroare |
| 50166.04.01                              | Situl arheologic de la Nenciu - "Pîrlita" / ansamblu anonim (Categorie: locuire) (Tip: Așezare)                                                       | sat Nenciu, comuna Vernești   | Pîrlita                                                                                | Monteoru                                     |            |                                               | Încărcați imagine | Raportați eroare |
| 50166.04.02                              | Situl arheologic de la Nenciu - "Pîrlita" / ansamblu anonim (Categorie: locuire) (Tip: Necropolă)                                                     | sat Nenciu, comuna Vernești   | Pîrlita                                                                                | Monteoru                                     |            |                                               | Încărcați imagine | Raportați eroare |
| 50166.04.03                              | Situl arheologic de la Nenciu - "Pîrlita" / ansamblu anonim (Categorie: locuire) (Tip: Așezare)                                                       | sat Nenciu, comuna Vernești   | Pîrlita                                                                                | sec. III-I a. Chr.                           |            |                                               | Încărcați imagine | Raportați eroare |
| 50166.04.04                              | Situl arheologic de la Nenciu - "Pîrlita" / ansamblu anonim (Categorie: locuire) (Tip: Necropolă)                                                     | sat Nenciu, comuna Vernești   | Pîrlita                                                                                | sec. III-I a. Chr.                           |            |                                               | Încărcați imagine | Raportați eroare |
| 50166.04.05                              | Situl arheologic de la Nenciu - "Pîrlita" / ansamblu anonim (Categorie: locuire) (Tip: Așezare)                                                       | sat Nenciu, comuna Vernești   | Pîrlita                                                                                | sec. II-III                                  |            |                                               | Încărcați imagine | Raportați eroare |
| 50166.04.06                              | Situl arheologic de la Nenciu - "Pîrlita" / ansamblu anonim (Categorie: locuire) (Tip: Necropolă)                                                     | sat Nenciu, comuna Vernești   | Pîrlita                                                                                | sec. II-III                                  |            |                                               | Încărcați imagine | Raportați eroare |
| 50166.04.07                              | Situl arheologic de la Nenciu - "Pîrlita" / ansamblu anonim (Categorie: locuire) (Tip: Așezare)                                                       | sat Nenciu, comuna Vernești   | Pîrlita                                                                                | sec. IV                                      |            |                                               | Încărcați imagine | Raportați eroare |
| 50166.04.08                              | Situl arheologic de la Nenciu - "Pîrlita" / ansamblu anonim (Categorie: locuire) (Tip: Necropolă)                                                     | sat Nenciu, comuna Vernești   | Pîrlita                                                                                | sec. IV                                      |            |                                               | Încărcați imagine | Raportați eroare |
| 50166.04.09                              | Situl arheologic de la Nenciu - "Pîrlita" / ansamblu anonim (Categorie: locuire) (Tip: Așezare)                                                       | sat Nenciu, comuna Vernești   | Pîrlita                                                                                |                                              |            |                                               | Încărcați imagine | Raportați eroare |
| 50166.04.10                              | Situl arheologic de la Nenciu - "Pîrlita" / ansamblu anonim (Categorie: locuire) (Tip: Necropolă)                                                     | sat Nenciu, comuna Vernești   | Pîrlita                                                                                |                                              |            |                                               | Încărcați imagine | Raportați eroare |
| 50166.03.01                              | Situl arheologic Monteoru de la Nenciu / ansamblu anonim (Categorie: locuire) (Tip: Așezare)                                                          | sat Nenciu, comuna Vernești   |                                                                                        | Monteoru                                     |            |                                               | Încărcați imagine | Raportați eroare |
| 50166.03.02                              | Situl arheologic Monteoru de la Nenciu / ansamblu anonim (Categorie: locuire) (Tip: Necropolă)                                                        | sat Nenciu, comuna Vernești   |                                                                                        | Monteoru                                     |            |                                               | Încărcați imagine | Raportați eroare |
| 50166.02.01                              | Așezarea Monteoru de la Nenciu / ansamblu anonim (Categorie: locuire civilă) (Tip: Așezare)                                                           | sat Nenciu, comuna Vernești   |                                                                                        | Monteoru                                     |            |                                               | Încărcați imagine | Raportați eroare |
| 50166.01.01                              | Așezarea Latene de la Nenciu - "Dealul Nenciu" / ansamblu anonim (Categorie: locuire civilă) (Tip: Așezare)                                           | sat Nenciu, comuna Vernești   |                                                                                        |                                              |            |                                               | Încărcați imagine | Raportați eroare |
| 50175.05.01                              | Situl arheologic preistoric de la Nișcov / ansamblu anonim (Categorie: locuire civilă) (Tip: Așezare)                                                 | sat Nișcov, comuna Vernești   |                                                                                        | Monteoru                                     |            |                                               | Încărcați imagine | Raportați eroare |
| 50175.05.02                              | Situl arheologic preistoric de la Nișcov / ansamblu anonim (Categorie: locuire civilă) (Tip: Așezare)                                                 | sat Nișcov, comuna Vernești   |                                                                                        | sec. II-I a. Chr.                            |            |                                               | Încărcați imagine | Raportați eroare |
| 50175.04.01                              | Situl arheologic de la Nișcov / ansamblu anonim (Categorie: locuire civilă) (Tip: Așezare)                                                            | sat Nișcov, comuna Vernești   |                                                                                        | sec. II-I a. Chr.                            |            |                                               | Încărcați imagine | Raportați eroare |
| 50175.04.02                              | Situl arheologic de la Nișcov / ansamblu anonim (Categorie: locuire civilă) (Tip: Așezare)                                                            | sat Nișcov, comuna Vernești   |                                                                                        | sec. XVI-XVIII                               |            |                                               | Încărcați imagine | Raportați eroare |
| 50175.03.01                              | Situl arheologic de la Nișcov / ansamblu anonim (Categorie: locuire civilă) (Tip: Așezare)                                                            | sat Nișcov, comuna Vernești   |                                                                                        |                                              |            |                                               | Încărcați imagine | Raportați eroare |
| 50175.03.02                              | Situl arheologic de la Nișcov / ansamblu anonim (Categorie: locuire civilă) (Tip: Așezare)                                                            | sat Nișcov, comuna Vernești   |                                                                                        | geto-dacică sec. II - I a. Chr.              |            |                                               | Încărcați imagine | Raportați eroare |
| 47925.01.01 (Cod LMI: BZ-I-s-B-02252)    | Așezarea medievală de la Nehoiu- Coasta Timanului / ansamblu anonim (Categorie: locuire civilă) (Tip: Așezare)                                        | oraș Nehoiu                   | Coasta Timanului                                                                       | sec. XVII                                    |            |                                               | Încărcați imagine | Raportați eroare |
| 47532.06.01 (Cod LMI: BZ-I-m-B-02253.13) | Situl arheologic de la Nenciulești - "La Cruce" / ansamblu anonim (Categorie: locuire) (Tip: Așezare)                                                 | sat Nenciulești, comuna Merei | La Cruce                                                                               |                                              |            |                                               | Încărcați imagine | Raportați eroare |
| 47532.06.02 (Cod LMI: BZ-I-m-B-02253.14) | Situl arheologic de la Nenciulești - "La Cruce" / ansamblu anonim (Categorie: locuire) (Tip: Necropolă)                                               | sat Nenciulești, comuna Merei | La Cruce                                                                               |                                              |            |                                               | Încărcați imagine | Raportați eroare |
| 47532.06.03 (Cod LMI: BZ-I-m-B-02253.11) | Situl arheologic de la Nenciulești - "La Cruce" / ansamblu anonim (Categorie: locuire) (Tip: Așezare)                                                 | sat Nenciulești, comuna Merei | La Cruce                                                                               | Monteoru mil. II-II                          |            |                                               | Încărcați imagine | Raportați eroare |
| 47532.06.04 (Cod LMI: BZ-I-m-B-02253.12) | Situl arheologic de la Nenciulești - "La Cruce" / ansamblu anonim (Categorie: locuire) (Tip: Necropolă)                                               | sat Nenciulești, comuna Merei | La Cruce                                                                               | Monteoru                                     |            |                                               | Încărcați imagine | Raportați eroare |
| 50175.02.01 (Cod LMI: BZ-I-s-B-02254)    | Așezarea din epoca migrațiilor de la Nișcov - "Gura Lupoiului" / ansamblu anonim (Categorie: locuire civilă) (Tip: Așezare)                           | sat Nișcov, comuna Vernești   | Gura Lupoiului                                                                         | sec. V - VII                                 |            |                                               | Încărcați imagine | Raportați eroare |
| 50175.01.01 (Cod LMI: BZ-I-m-B-02255.01) | Situl arheologic de la Nișcov - "La Măntoiu" / ansamblu anonim (Categorie: locuire) (Tip: Așezare)                                                    | sat Nișcov, comuna Vernești   | La Măntoiu                                                                             | carpică sec. II - III p. Chr.                |            |                                               | Încărcați imagine | Raportați eroare |
| 50175.01.02 (Cod LMI: BZ-I-m-B-02255.02) | Situl arheologic de la Nișcov - "La Măntoiu" / ansamblu anonim (Categorie: locuire) (Tip: Necropolă)                                                  | sat Nișcov, comuna Vernești   | La Măntoiu                                                                             | carpică sec. II - III p. Chr.                |            |                                               | Încărcați imagine | Raportați eroare |
| 47532.02.01 (Cod LMI: BZ-I-m-B-02253.03) | Situl arheologic de la Nenciulești- "Porumbița" / ansamblu anonim (Categorie: locuire civilă) (Tip: Așezare)                                          | sat Nenciulești, comuna Merei | Porumbița                                                                              |                                              |            |                                               | Încărcați imagine | Raportați eroare |
| 47532.02.02 (Cod LMI: BZ-I-m-B-02253.02) | Situl arheologic de la Nenciulești- "Porumbița" / ansamblu anonim (Categorie: locuire civilă) (Tip: Așezare)                                          | sat Nenciulești, comuna Merei | Porumbița                                                                              | Sântana de Mureș - Cerneahov sec. IV p. Chr. |            |                                               | Încărcați imagine | Raportați eroare |
| 47532.02.03 (Cod LMI: BZ-I-m-B-02253.01) | Situl arheologic de la Nenciulești- "Porumbița" / ansamblu anonim (Categorie: locuire civilă) (Tip: Așezare)                                          | sat Nenciulești, comuna Merei | Porumbița                                                                              | sec. XVI-XVIII                               |            |                                               | Încărcați imagine | Raportați eroare |
| 47532.01.01 (Cod LMI: BZ-I-m-B-02253.15) | Situl arheologic de la Nenciulești - "În Gogonești" / ansamblu anonim (Categorie: locuire) (Tip: Așezare)                                             | sat Nenciulești, comuna Merei | Gogonești                                                                              |                                              |            |                                               | Încărcați imagine | Raportați eroare |
| 47532.01.02 (Cod LMI: BZ-I-m-B-02253.16) | Situl arheologic de la Nenciulești - "În Gogonești" / ansamblu anonim (Categorie: locuire) (Tip: Necropolă)                                           | sat Nenciulești, comuna Merei | Gogonești                                                                              | Gumelnița mi. IV                             |            |                                               | Încărcați imagine | Raportați eroare |
| 47532.05.01 (Cod LMI: BZ-I-m-B-02253.10) | Așezarea Monteoru de la Nenciulești - "Dealul Vladimir" / ansamblu anonim (Categorie: locuire civilă) (Tip: Așezare)                                  | sat Nenciulești, comuna Merei | Dealul Vladimir                                                                        | Monteoru                                     |            |                                               | Încărcați imagine | Raportați eroare |
| 47532.03.01 (Cod LMI: BZ-I-m-B-02253.09) | Situl arheologic de la Nenciulești - "Valea Huiup" / ansamblu anonim (Categorie: locuire civilă) (Tip: Așezare)                                       | sat Nenciulești, comuna Merei | Valea Huiup                                                                            | mil IV                                       |            |                                               | Încărcați imagine | Raportați eroare |
| 47532.03.02 (Cod LMI: BZ-I-m-B-02253.08) | Situl arheologic de la Nenciulești - "Valea Huiup" / ansamblu anonim (Categorie: locuire civilă) (Tip: Așezare)                                       | sat Nenciulești, comuna Merei | Valea Huiup                                                                            |                                              |            |                                               | Încărcați imagine | Raportați eroare |
| 47532.04.01 (Cod LMI: BZ-I-m-B-02253.06) | Situl arheologic de la Nenciulești - "Dealul Ciuhoiu" / ansamblu anonim (Categorie: locuire) (Tip: Așezare)                                           | sat Nenciulești, comuna Merei | Dealul Ciuhoiu, "Via Popii"                                                            |                                              |            |                                               | Încărcați imagine | Raportați eroare |
| 47532.04.02 (Cod LMI: BZ-I-m-B-02253.07) | Situl arheologic de la Nenciulești - "Dealul Ciuhoiu" / ansamblu anonim (Categorie: locuire) (Tip: Necropolă)                                         | sat Nenciulești, comuna Merei | Dealul Ciuhoiu, "Via Popii"                                                            |                                              |            |                                               | Încărcați imagine | Raportați eroare |
| 47532.04.03 (Cod LMI: BZ-I-m-B-02253.04) | Situl arheologic de la Nenciulești - "Dealul Ciuhoiu" / ansamblu anonim (Categorie: locuire) (Tip: Așezare)                                           | sat Nenciulești, comuna Merei | Dealul Ciuhoiu, "Via Popii"                                                            | geto-dacică sec. III a. Chr. - I p. Chr.     |            |                                               | Încărcați imagine | Raportați eroare |
| 47532.04.04 (Cod LMI: BZ-I-m-B-02253.05) | Situl arheologic de la Nenciulești - "Dealul Ciuhoiu" / ansamblu anonim (Categorie: locuire) (Tip: Necropolă)                                         | sat Nenciulești, comuna Merei | Dealul Ciuhoiu, "Via Popii"                                                            | sec. III a. Chr. - I p. Chr.                 |            |                                               | Încărcați imagine | Raportați eroare |